# Willy Wonka i fabryka czekolady
Willy Wonka i fabryka czekolady (ang. Willy Wonka & the Chocolate Factory) – film z 1971 roku w reżyserii Mela Stuarta powstały na podstawie książki Charlie i fabryka czekolady.
Otrzymał generalnie pozytywne recenzje; serwis Rotten Tomatoes przyznał mu wynik 89%.

## Obsada
- Gene Wilder jako Willy Wonka
- Peter Ostrum(inne języki) jako Charlie Bucket
- Jack Albertson jako dziadek Joe
- Julie Dawn Cole(inne języki) jako Veruca Salt
- Paris Themmen(inne języki) jako Mike Teavee
- Denise Nickerson jako Violet Beauregarde
- Diana Sowle(inne języki) jako pani Bucket
- Dodo Denney(inne języki) jako pani Teevee
- Michael Bollner(inne języki) jako Augustus Gloop
- Leonard Stone(inne języki) jako pan Sam Beauregarde
- Roy Kinnear(inne języki) jako pan Henry Salt
- Ursula Reit(inne języki) jako pani Gloop
- Günter Meisner(inne języki) jako Arthur Slugworth/pan Wilkinson
- Aubrey Woods(inne języki) jako Bill
- David Battley(inne języki) jako pan Turkentine
- Peter Capell(inne języki) jako Druciarz
- Werner Heyking(inne języki) jako pan Jopeck
- Peter Stuart jako Winkelmann
- Ernst Ziegler jako dziadek George
- Dora Altmann(inne języki) jako babcia Georgina
- Franziska Liebing(inne języki) jako babcia Josephine
- Tim Brooke-Taylor(inne języki) jako Operator Komputera
- Pat Coombs(inne języki) jako pani Salt
- Michael Goodliffe(inne języki) jako pan Teevee
- Victor Beaumont(inne języki) jako Doktor
- Stephen Dunne(inne języki) jako Prezenter Stanley Kael

## Muzyka[3]
Ścieżkę filmową zrealizowała wytwórnia Paramount Records w 1971 r. Muzyka napisana przez Leslie Bricussea i Anthony Newleya została nominowana do Nagrody Akademii Filmowej.
Lista piosenek
1. "The Candy Man Can" – Aubrey Woods
2. "Cheer Up, Charlie" – Diana Lee (dubbing over Diana Sowle)
3. "(I've Got A) Golden Ticket" – Jack Albertson and Peter Ostrum
4. "Pure Imagination" – Gene Wilder
5. "Oompa-Loompa-Doompa-De-Do" – The Oompa Loompas
6. "The Wondrous Boat Ride"/"The Rowing Song" – Gene Wilder
7. "I Want It Now!" – Julie Dawn Cole
8. "Ach, so fromm" (alternately titled "M'appari", from Martha) – Gene Wilder
9. "Oompa Loompa (Mike)" – The Oompa Loompas

## Nagrody i nominacje
44. ceremonia wręczenia Oscarów
- Najlepsza muzyka, najtrafniejsza adaptacja i oryginalny dobór muzyki – Leslie Bricusse(inne języki), Anthony Newley, Walter Scharf(inne języki) (nominacja)

29. ceremonia wręczenia Złotych Globów
- Najlepszy aktor w komedii/musicalu – Gene Wilder (nominacja)